# א
ألِف (אלף ‎[alef]‏) أول حروف الأبجدية العبرية واليديشية. تلفظ ‎[ʔ]‏ أو ‎[a]‏ في بعض الكلمات المأخوذة من العربية.